# Andreï Bitov
Andreï Gueorguievitch Bitov (en russe : Андрей Георгиевич Битов), né le 27 mai 1937 à Léningrad (Union soviétique) et mort le 3 décembre 2018 à Moscou (Russie), est un écrivain et un scénariste soviétique puis russe.

## Biographie
Pendant le siège de Léningrad, Andreï Bitov est évacué avec sa mère dans l'Oural puis en 1944 à Tachkent. 
Il commence à publier en 1960 et devient membre de l'Union des écrivains soviétiques en 1965. Avec La Maison Pouchkine, paru en russe aux États-Unis (1978), le livre étant interdit en URSS, il acquiert la notoriété internationale et, en France, le prix du Meilleur livre étranger en 1989. 
Professeur à l'Institut de littérature Maxime-Gorki. En 1991, il est devenu le président du Pen-club de Russie. 
Il a obtenu le prix Andreï Biély en 1990. Il est chevalier de l'ordre des Arts et des Lettres.
En 1996, il remporte le prix Palmyre du Nord avec son roman Les Annoncés.
Décédé le 3 décembre 2018 à l'hôpital Baumanskaïa de Moscou d'une insuffisance cardiaque. L'urne contenant ses cendres est inhumée au cimetière Chouvalovskoïe de Saint-Pétersbourg.

## Œuvre traduite
- L'Herbe et le ciel, Paris, Seuil, 1966, traduction Jean-Jacques Marie.
- La Maison Pouchkine: roman de l'humiliation infinie, Paris, Albin Michel, 1988.
- Un Russe en Arménie. Souvenirs d'un pays qui fut, Paris, Albin Michel, 1990.
- Le Professeur de symétrie. Suivi de : La Photographie de Pouchkine, Paris, Seuil, 1990.
- La Datcha, Paris, Albin Michel, 2001  (ISBN 978-2226127525)
- Les Amours de Monakhov, Paris, Albin Michel, 2005.